# Antonio Maria Ambrogi
Antonio Maria Ambrogi, né le 13 juin 1713 à Florence et mort le 11 février 1788 à Rome, est un jésuite et latiniste italien.

## Biographie
Antonio Maria Ambrogi naquit à Florence, le 13 juin 1713. Il remplit pendant trente ans, avec distinction, la chaire d’éloquence et de poésie dans le Collège romain, alors florissante. La plupart des jeunes gens qui se firent depuis un nom dans les lettres lui durent leur instruction. Sa traduction de Virgile en vers blancs, ou non rimés (sciolti), fut magnifiquement imprimée à Rome, en 3 vol. in-fol., 1763. Elle est accompagnée de dissertations savantes, de variantes et de notes, ornée de gravures d’après les peintures du Vergilius Vaticanus, et d’après les monuments antiques les plus célèbres, édition devenue assez rare, et justement recherchée. On a imprimé avec la même magnificence ses traductions des deux poèmes latins du jésuite Carlo Noceti, De iride, et De aurora boreali. Il a traduit du français quelques tragédies de Voltaire, Florence, 1752 ; et, comme pour former un contraste, l’histoire du Pélagianisme, du jésuite Louis Patouillet. Enfin, on a de lui : 1° la traduction des Lettres choisies de Cicéron ; 2° un discours latin, in Electione Josephi II Romanorum regis ; 3° Musæum Kircherianum, Rome, 1765, 2 vol. in-fol., contenant la description et l’explication de ce musée, confié, pendant plusieurs années, à ses soins, et que le cardinal Zelada a encore enrichi depuis. Ambrogi a laissé de plus un poème latin inédit sur la culture des citronniers. Sa douceur et la honte de son caractère le faisaient généralement aimer, il mourut à Rome en 1788.

## Œuvres
- P. Virgilii Maronis Bucolica Georgica et Aeneis : Ex Cod. Mediceo-Laurentiano descripta, vol. 1, Rome, Giovanni Zempel, 1763 (lire en ligne)
- P. Virgilii Maronis Bucolica Georgica et Aeneis : Ex Cod. Mediceo-Laurentiano descripta, vol. 2, Rome, Giovanni Zempel, 1764 (lire en ligne)
- P. Virgilii Maronis Bucolica Georgica et Aeneis : Ex Cod. Mediceo-Laurentiano descripta, vol. 3, Rome, Giovanni Zempel, 1765 (lire en ligne)
- Le tragedie del signor di Voltaire adattate all'uso del teatro italiano, Firenze 1752
- Le Lettere scelte di M. Tullio Cicerone, tradotte nell'italiano dall'abate Antonio Ambrogi, etc., Rome, Giovanni Zempel, 1780 (lire en ligne)